# Operación Puente de Menai

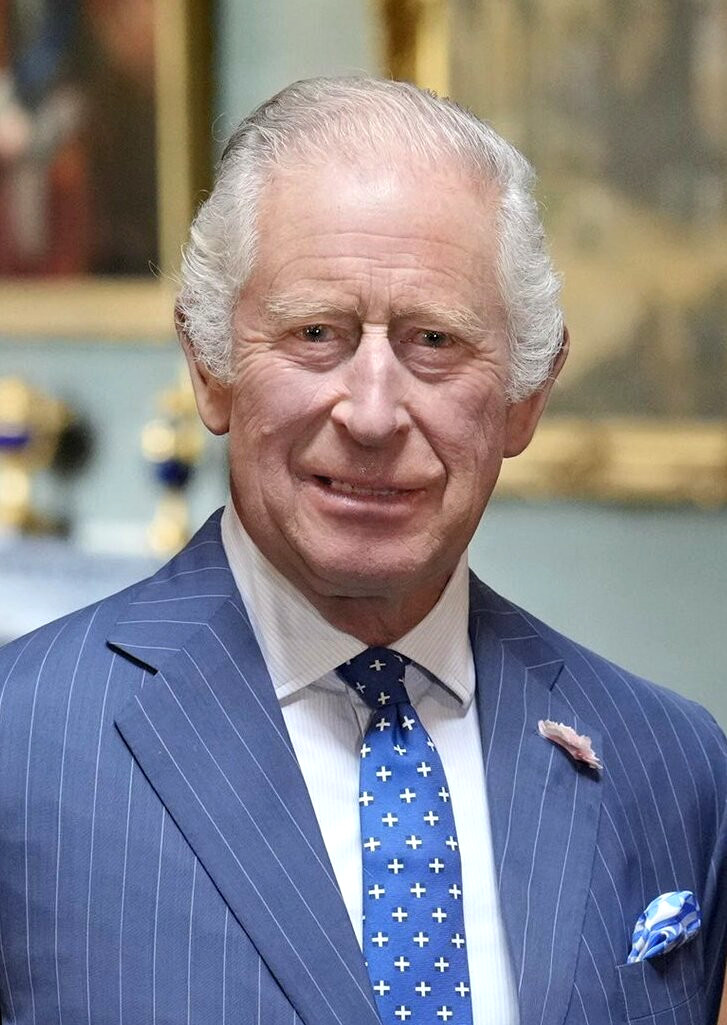
El rey Carlos III, en 2023.

Operación Puente de Menai (en inglés: Operation Menai Bridge) es el nombre en clave de los planes relacionados con la muerte del rey Carlos III. Incluye la planificación del anuncio de su muerte, el período de duelo oficial y los detalles de su funeral de Estado. El nombre de la operación hace referencia al puente colgante de Menai, ubicado en Gales.
Los organismos involucrados en la preparación del plan incluyen varios departamentos gubernamentales, la Iglesia anglicana, la Policía Metropolitana de Londres, las Fuerzas Armadas Británicas, los parques reales, los medios de comunicación, la Autoridad del Gran Londres y el organismo del transporte municipal.
La Operación Puente de Menai funciona simultáneamente con varios planes, incluido el plan para la ascensión al trono de su sucesor, el príncipe Guillermo de Gales. Varios reinos de la Mancomunidad de Naciones donde reina Carlos III como monarca han desarrollado sus propios planes para lo que sucederá en los días posteriores a su muerte, y ocurriría simultáneamente con la Operación Puente de Menai.

## Operativo

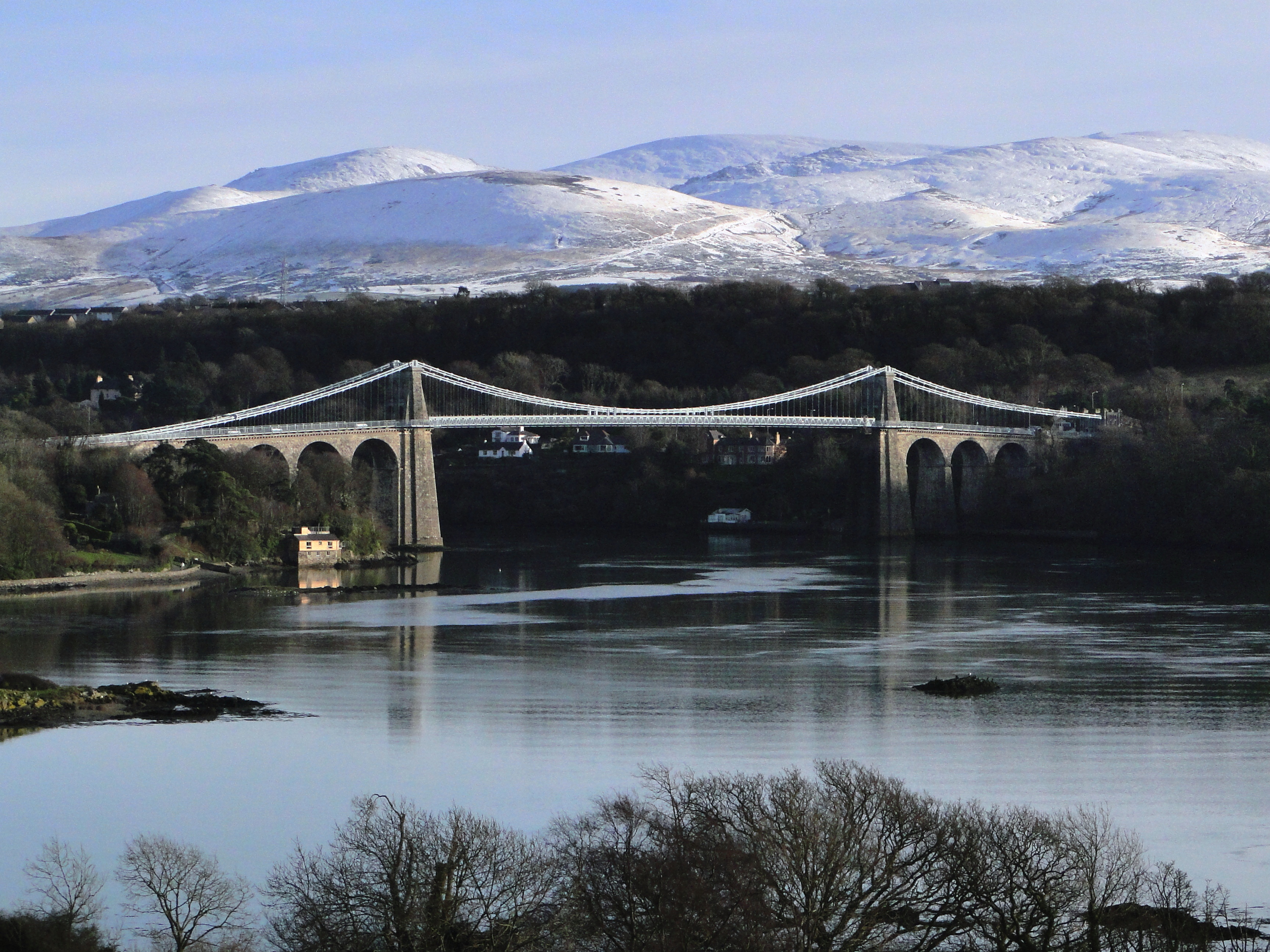
Puente colgante de Menai, homónimo del plan.

En la Casa Real, el funeral del rey y la consecuente coronación de su heredero suelen ser organizados por el conde mariscal y los oficiales del College of Arms. Las frases predeterminadas se han utilizado normalmente como «nombres en clave» para los planes relacionados con la muerte y el funeral de un miembro de la familia real. Inicialmente, utilizaban esta acción en un esfuerzo por evitar que los operadores de la centralita del Palacio de Buckingham se enteraran de la muerte antes de un anuncio público. Cuando el rey Jorge VI murió en febrero de 1952, los funcionarios clave del gobierno fueron informados con la frase «Hyde Park Corner»y cuando su sucesora, la reina Isabel II falleció en septiembre del 2022, los mismos funcionarios en el cargo fueron informados con la frase «London Bridge is Down»
Varios planes funerarios con nombre en código para miembros de la familia real a finales del siglo XX y principios del XXI han utilizado los nombres de puentes prominentes en el Reino Unido. La Operación Puente de Tay fue la frase utilizada para los planes funerarios y de muerte de la reina madre Isabel, y fue ensayado durante veintidós años antes de su uso final en 2002. El plan funerario de la princesa Diana de Gales, también se inspiró en la Operación Puente de Tay. A principios de 2017, la frase Operación Puente de Forth se refirió a los planes del funeral del príncipe Felipe de Edimburgo, fallecido en 2021. Mientras que la Operación Puente de Londres se refirió al plan funerario de la reina Isabel II, fallecida en 2022. La Operación Puente de Menai fue planeada para el entonces príncipe Carlos de Gales, ahora el rey Carlos III. Todas las operaciones codificadas para los miembros de la familia real, incluido el plan para el rey Carlos III, forman parte de la Operación León, un plan general para cualquier muerte real.

## Plan
Luego de que Carlos III asumiera el trono en 2022, la Operación Puente de Menai comenzó a ser actualizada para ser el funeral de un soberano y no de un principe desde el 20 de septiembre de 2022, completándose antes de la coronación de Carlos III, que tuvo lugar el 6 de mayo de 2023. La operación tendrá muchas similitudes con la Operación Puente de Londres.